# Kavaraganahalli, Bangarapet
Kavaraganahalli là một làng thuộc tehsil Bangarapet, huyện Kolar, bang Karnataka, Ấn Độ.